# Primulina swinglei
Primulina swinglei là một loài thực vật có hoa trong họ Tai voi (Gesneriaceae). Loài này có ở Quảng Đông, Quảng Tây (Trung Quốc) và miền bắc Việt Nam; được Elmer Drew Merrill mô tả khoa học đầu tiên năm 1918 từ mẫu vật thu hái tại Quảng Đông dưới danh pháp Didymocarpus swinglei. Năm 1981, Wen Tsai Wang chuyển nó sang chi Chirita với danh pháp Chirita swinglei.
Năm 1926, François Pellegrin mô tả mẫu vật thu hái tại miền bắc Việt Nam dưới danh pháp Didymocarpus balansae. Năm 1960, Brian Laurence Burtt chuyển nó sang chi Chirita với danh pháp Chirita pellegriniana, do danh pháp Chirita balansae đã được Emmanuel Drake del Castillo đặt từ năm 1890 (nay là Primulina balansae).
Năm 2011, Mich.Möller & A.Weber đồng nhất hóa Chirita pellegriniana với Chirita swinglei và chuyển nó sang chi Primulina.